# Gerechtssteen (Jupille-sur-Meuse)
De Gerechtssteen (Pierre de justice) is een monument in de Luikse deelgemeente Jupille-sur-Meuse, gelegen aan de Rue Gît le Coq.
Het betreft een cilindrische steen, afgedekt door een kleinere, eveneens cilindrische, steen. Het geheel in kalksteen, op een sokkel en omheind door een recent smeedijzeren hekwerk.
De ouderdom en het precieze gebruik van de steen zijn niet goed bekend.